# Sal Paradise
Pour les articles homonymes, voir Paradise.
Sal Paradise est le surnom que se donne Jack Kerouac dans son célèbre roman Sur la route. 
Il y évoque nombre de ses connaissances et amis, également sous pseudonymes. Ainsi, Neal Cassady se fait appeler Dean Moriarty, LuAnne Henderson devient Marylou, etc.
| nom                  | surnom          |
| -------------------- | --------------- |
| Jack Kerouac         | Sal Paradise    |
| Gabrielle Kerouac    | La Tante de Sal |
| Alan Ansen           | Rollo Greb      |
| William S. Burroughs | Old Bull Lee    |
| Joan Vollmer         | Jane            |
| Lucien Carr          | Damion          |
| Neal Cassady         | Dean Moriarty   |
| Carolyn Cassady      | Camille         |
| Hal Chase            | Chad King       |
| Henri Cru            | Remi Boncoeur   |
| Bea Franko           | Terry           |
| Allen Ginsberg       | Carlo Marx      |
| Diana Hansen         | Inez            |
| Alan Harrington      | Hal Hingham     |
| Joan Haverty         | Laura           |
| LuAnne Henderson     | MaryLou         |
| Al Hinkle            | Ed Dunkel       |
| Helen Hinkle         | Galatea Dunkel  |
| Jim Holmes           | Tom Snark       |
| John Clellon Holmes  | Ian MacArthur   |
| Herbert Huncke       | Elmer Hassel    |
| Frank Jeffries       | Stan Shephard   |
| Gene Pippin          | Gene Dexter     |
| Ed Stringham         | Tom Saybrook    |
| Allen Temko          | Roland Major    |
| Bill Tomson          | Roy Johnson     |
| Helen Tomson         | Dorothy Johnson |
| Ed Uhl               | Ed Wall         |